# 松尾城 (上総国)
松尾城（まつおじょう）は、現在の千葉県山武市松尾町にあった日本の城。明治維新期、柴山藩（松尾藩）によって築城に着手され藩庁も置かれたが、城は完成に至らぬまま廃藩置県を迎えた。「松尾」の名は、知藩事太田資美の旧領であった掛川城の別名に由来する。別名「太田城」。
明治2年（1869年）の版籍奉還後に着工された、「日本最後の城」と呼ばれることのある城の一つである。西洋式の稜堡式要塞様式の採用、藩庁と知事邸の分離など、他の城には見られない特異な形態を見せていたが、遺構はほとんど残っていない。

## 歴史
柴山藩（松尾藩）は明治元年（1868年）、遠江国掛川藩主であった太田資美が、明治政府によって上総国武射・山辺郡内の領地に移転させられたことで成立した。藩は武射郡柴山村（現在の千葉県山武郡芝山町）の観音教寺に仮藩庁を置き、柴山藩と称した。
明治2年（1869年）6月、版籍奉還により、太田資美は知藩事に任命された。これを受けて、正式な藩庁を建設するため、同年9月より築城工事が始まった。築城地に選定されたのは、大堤・田越・猿尾・八田4か村の入会地であった。
翌明治3年（1870年）に藩庁と知事邸、および城下町が一応は完成。藩の名称も柴山藩から松尾藩に改められた。
しかしながら、城郭の全体は未完成のまま、明治4年（1871年）7月の廃藩置県をうけて松尾藩は廃止され、築城は中止された。松尾藩庁は引き続き松尾県庁として使われたが、同年11月には松尾県自体が木更津県に合併されて消滅した。廃城後、城内の建物や各所に払い下げられ移築された。現在も知事邸が匝瑳市内に、長屋門は山武市内にそれぞれ現存している。

## 構造・計画
築城・設計の責任者は、藩勘定奉行の犬塚一郎治。藩校の教授（算術稽古頭取）であった算学者の磯辺泰（1836年 - 1912年）が縄張を行った。
函館五稜郭や、信濃国龍岡城などに見られる西洋風の稜堡式で、九十九里浜を望む木戸川東岸の台地上に築き、中央の最高地に藩庁を、土塁で区切った部分に太田家の家紋にちなんだ「桔梗台」と名付けた台地を造成し、藩知事邸を造り、長屋門を設置した。その他城内に兵舎や物産会所、米倉などを建設し、郭外には侍屋敷を町割りして土塁と堀で囲む計画となっていた。

## 現在
城跡の敷地内の一部は住宅地となった。藩庁跡地は松尾自動車学校の敷地となっており、「松尾藩公庁跡」の碑が残る。
1959年（昭和34年）に、知事邸跡地に松尾町立（現・山武市立）松尾中学校が開校。1970年（昭和45年）には、城郭南端部を含む土地に千葉県立松尾高等学校が移転してきた。1994年（平成6年）に松尾中学校が改築される際に発掘調査が行われた。城下の侍屋敷の遺構や、土塁跡が多く現存している。